# Глигор Милићевић
Глигор Милићевић (Звијерина, Билећа 1813 — 1911) је био српски војвода.

## Биографија
Рођен је 1813. у селу Звијерини код Билеће. Отац му се звао Лука Глигор Милићевић. Постао је обор кнез у 23 години живота. Водио је преговоре са Османлијама за смањивање намета Србима у Источној Херцеговини. Године 1849. заједно са војводом Јаковом Даковићем на позив владике Рада одлази на Цетиње, гдје се договара о подизању Срба на буну у Источној Херцеговини у случају да Турци нападну Књажевину Црну Гору. Када су Османлије послале своје изасланике да Србима одузимају оружје по Источној Херцеговини, Глигор Милићевић, Лука Вукаловић и Стојан Ковачевић су се повукли у планине гдје су подигли српски народни устанак од чета које су бројале око 700 људи. У вријеме Омер-пашиног напада на Књажевину Црну Гору у периоду 1851—1853, устаничке чете су нападале Османлијске трупе по Источној Херцеговини. Омер-паша Латас је због активности српски устаничких чета један дио османслијске војске морао да остави у Источној Херцеговини. По завршетку рата устаничке војводе су амнестиране. Књаз Данило Петровић је пред почетак битке на Граховцу затражио помоћ од кнежева билећког, гатачког и требињског кадилука за подизање српског устанка у Источној Херцеговини. Током боја на Грахову један дио српских устаника из Источне Херцеговине је учествовао у бици против Турака, а међу њима и војвода Глигор Милићевић. Након битке на Граховцу 12. и 13. маја 1858. у Цариграду је засједала европска комисија са Али пашом на челу и 8. октобра 1858. године направила разграничење између Црне Горе и Херцеговине (Стара Херцеговина). Тада су окрузи Грахово, Рудине и Жупа ушли у састав Црне Горе.
Током српског устанка у Херцеговини војвода Глигор Милићевић је командовао завођским и рудинско-опутним одредима. Када су Османлије заузели манастир Дужи, војвода Глигор Милићевић је ослободио Љубиње и Билећу. Након ослобођења Билеће представник књаза Николе Перо Матановић је изразио намјеру да српски посједи у Билећи буду подјељени, на шта је војвода Глигор Милићевић одговорио: „Ми смо за ово крв пролили и ми ћемо земљу дијелити и обрађивати“. То увриједи Глигора па му одговори: „Зар неће ову земљу обрађивати онај коме је овђе девет ђеда рођено?! Зар су се Херцеговци борили да изгубе и оно што су под Турцима имали?“. Ово је довело до захлађења односа између кнеза Николе и војводе, након чега је војвода Милићевић побегао из Завјетрине у Дубровник. Након неког времена кнез Никола га је позвао на Цетиње и одликовао га.

## Награде
Књаз Никола Петровић га је одликовао са златном медаљом Обилића и Даниловим крстом.